# Lîmanne, Sakî
Lîmanne (în ucraineană Лиманне) este un sat în comuna Suvorovske din raionul Sakî, Republica Autonomă Crimeea, Ucraina.

## Demografie
Componența lingvistică a localității Lîmanne
     Rusă (49,11%)
     Tătară crimeeană (42,41%)
     Ucraineană (7,59%)
Conform recensământului din 2001, nu exista o limbă vorbită de majoritatea populației, aceasta fiind compusă din vorbitori de rusă (49,11%), tătară crimeeană (42,41%) și ucraineană (7,59%).